# الدوري الهولندي لكرة القدم الدرجة الثالثة
الدوري الهولندي لكرة القدم الدرجة الثالثة وهو الدوري الثالث لكرة قدم في هولندا بعد الدوري الهولندي الممتاز لكرة القدم وبعد الدوري الهولندي لكرة القدم الدرجة الثانية تأسس الدوري في سنة 2010 وأول موسم له كان في سنة 2010 وآخر نادي فاز بهذا اللقب هو نادي كاتفيك ويلعب في هذا الدوري 32 نادي.